# Johnius cantori
Johnius cantori és una espècie de peix de la família dels esciènids i de l'ordre dels perciformes.

## Morfologia
- Els mascles poden assolir 10,2 cm de longitud total.[4][5]

## Hàbitat
És un peix marí, de clima tropical i bentopelàgic.

## Distribució geogràfica
Es troba a Malàisia.

## Observacions
És inofensiu per als humans.